# Lagorchestes asomatus
Il wallaby lepre del Lago Mackay (Lagorchestes asomatus Finlayson, 1943), noto anche come wallaby lepre centrale o kuluwarri, è una specie estinta di Macropodide diffusa in passato in Australia centrale. Conosciamo molto poco su di esso.
Questa specie è nota solamente a partire da un singolo cranio (da cui il nome specifico asomatus, «senza corpo») trovato nel 1932 tra i Monti Farewell e il Lago Mackay, nel Territorio del Nord. Questo reperto è l'unica prova dell'esistenza dell'animale. Dalle testimonianze orali sembra che quest'animale si fosse estinto agli inizi degli anni sessanta, probabilmente a causa della predazione da parte di gatti e volpi. Si ritiene che abitasse tra le dune di sabbia del deserto.